# Muhafazat Szamal al-Batina
Muhafazat Szamal al-Batina (ar. شمال الباطنة) – ustanowiona w 2011 roku muhafaza (gubernatorstwo) Omanu, położona w północnej części kraju, nad Zatoką Omańską. Ośrodkiem administracyjnym jest miasto Suhar. Na wschodzie graniczy z Dżanub al-Batina, od południa z az-Zahirą, od zachodu z al-Burajmi, a od północnego zachodu ze Zjednoczonymi Emiratami Arabskimi.
Liczba ludności wynosiła 483 582 osoby według spisu z 2010 roku, a wedle informacji centrum statystyk Omanu, w 2016 roku gubernatorstwo zamieszkiwało 723 050 osób. 
W jego skład wchodzi 6 wilajetów:
- Al-Chabura
- As-Suwajk
- Liwa
- Saham
- Suhar
- Szinas